# Eucalyptus baiophylla
Eucalyptus baiophylla là một loài thực vật có hoa trong Họ Đào kim nương. Loài này được D.Nicolle & Brooker mô tả khoa học đầu tiên năm 2008.